# Карл Клюпфель
Карл Клюпфель (нім. Karl Klüpfel; 11 квітня 1878 — 27 січня 1962) — німецький офіцер, контрадмірал крігсмаріне.

## Біографія
Учасник Першої світової війни. З 30 листопада 1918 року — член мирної комісії ВМС. З 1 жовтня 1922 року — начальник кадрового управління ВМС. 27 вересня 1924 року відряджений на лінкор «Гессен», з 6 січня 1925 року — командир лінкора. 7 квітня 1926 року переданий в розпорядження командира військово-морської станції «Остзе». 30 вересня 1926 року звільнений у відставку. 23 серпня 1939 року переданий в розпорядження крігсмаріне, але не отримав призначення. В 1941-45 роках — голова Націонал-соціалістичного німецького морського союзу.

## Нагороди
- Орден «Османіє» 4-го класу (Османська імперія; 15 жовтня 1910)
- Орден Червоного орла 4-го класу (8 листопада 1910)
- Залізний хрест 2-го і 1-го класу
- Орден Альберта (Саксонія), лицарський хрест 1-го класу з мечами
- Орден Вюртемберзької корони, лицарський хрест з мечами
- Ганзейський Хрест (Гамбург)
- Військовий Хрест Фрідріха-Августа (Ольденбург) 2-го і 1-го класу
- Хрест «За вислугу років» (Пруссія) (25 років)
- Медаль «За відвагу у Світовій війні 1914—1918»
- Почесний хрест ветерана війни з мечами
- Хрест Воєнних заслуг 2-го класу